# Амид кадмия
Ами́д ка́дмия — неорганическое соединение,
производное аммиака с формулой {\displaystyle {\ce {Cd(NH2)2}}},
светло-жёлтое твёрдое вещество.

## Получение
Действием амида калия на роданид кадмия в жидком аммиаке:
{\displaystyle {\ce {Cd(SCN)2 + 2 KNH2 -> Cd(NH2)2 + 2 KSCN}}}.

## Физические свойства
Амид кадмия представляет собой светло-жёлтое твёрдое вещество.

## Химические свойства
Реагирует с водой:
{\displaystyle {\ce {Cd(NH2)2 + 2 H2O -> Cd(OH)2 + 2 NH3}}}.